# Federico Tomasoni
Federico Tomasoni, né le 4 juillet 1997, est un skieur acrobatique italien. Il est spécialiste des épreuves de skicross.  

## Palmarès en ski acrobatique

### Championnats du monde
- Championnats du monde 2023 : 
  -  Médaille de bronze en skicross par équipe.

### Coupe du monde
- Meilleur classement en skicross : 49e en 2022.
- 2 podiums.